# Аден (мухафаза)
А́ден (араб. عدن) — одна з 22 мухафаз Ємену, розташована на крайньому південному заході країни.
Площа мухафази становить 1114 км². Адміністративний центр — місто-порт Аден.

## Географія
Розташована на південному заході країни, межує з мухафазою Лахдж на півночі. На півдні омивається водами Аденської затоки. Раніше мухафазі належав також архіпелаг Сокотра, який 2004 року був включений до складу мухафази Хадрамаут, а 2013 року виділений в окрему мухафазу.

## Транспорт
Територією мухафази проходять траси, що з'єднують Аден з Ель-Мукаллою і Таїзом, на трасі розташовані міста Еш-Шейх-Осман і Медінат-Еш-Шаб. Інші міста з'єднані другорядними дорогами. В Адені розташований міжнародний аеропорт і морський порт.

## Економіка
Аден — найбільший порт на південному узбережжі Ємену, промисловий центр мухафази Аден і один з центрів країни, де провідну роль відіграє нафтопереробна промисловість. Сільське господарство представлено культивацією зернових і технічних культур, м'ясо-молочним і кочовим тваринництвом.

## Населення
За даними 2013 року чисельність населення становить 788537 осіб.
Динаміка чисельності населення мухафази по роках:
| 1988   | 1994   | 2004   | 2013   |
| ------ | ------ | ------ | ------ |
| 326900 | 404257 | 590413 | 788537 |

## Адміністративний поділ
На території мухафази виділяються 8 мудирій:
| Мудирія       | Площа, км² | Населення, осіб (2003) |
| ------------- | ---------- | ---------------------- |
| Дар-Саад      | -          | 79712                  |
| Ель-Бурайке   | -          | 62405                  |
| Ель-Мансура   | -          | 114931                 |
| Ель-Маалла    | -          | 49891                  |
| Ет-Тавахі     | -          | 52984                  |
| Еш-Шейх-Осман | -          | 105248                 |
| Крайтер       | -          | 76723                  |
| Хормаксар     | -          | 47044                  |